# Нектокарис
Нектокарис (Nectocaris) е род животни със спорна класификация, като бива класифициран или като примитивен представител на клас Главоноги, или като членестоного. Негови вкаменелости биват датирани от средния камбрий преди около 500 милиона години и са намирани в Китай, Австралия, Канада и северна Гренландия.

## Класификация
Спорната класификация на нектокарис се свежда до факта, че родът притежава много характеристики присъщи за главоногите, но се появява преди първите безспорни вкаменелости на главоноги с черупка. Това е проблем при класифицирането на нектокарис като главоного, тъй като придобиването на черупка би изисквало голяма онтогенетична промяна на оста на тялото. Според нови изследвания, Нектокарис е родственик на тип четинкочелюстни, и прилича на главоного поради конвергентна еволюция.

## Анатомия
Нектокарис достига дължина 5 – 10 см и има меко, плоско тяло. Притежава очи, подобни на тези на главоногите, които обаче са на стъбла. Има и две пипала, които е възможно да произхождат от сливането на няколко чифта, както и хриле в аксиалната кухина, които заедно с фунийка зад главата в долната част на тялото се използват за реактивно задвижване – както много главоноги правят и днес. Това умение на животното подлежи на въпрос.
Нектокарис притежава и мантия, по подобие на някои съвременни мекотели. Животното притежава и вентрален ганглий, който го има само при съвременните четинкочелюстни.